# Neotrygon
Neotrygon – rodzaj ryb chrzęstnoszkieletowych z podrodziny Neotrygoninae w obrębie rodziny ogończowatych (Dasyatidae).

## Rozmieszczenie geograficzne
Do rodzaju należą gatunki występujące w wodach Oceanu Indyjskiego oraz zachodniego, południowo- i północno-zachodniego Oceanu Spokojnego.

## Morfologia
Długość ciała do 70 cm.

## Systematyka
Rodzaj zdefiniował w 1873 roku francuski przyrodnik François-Louis Laporte w artykule poświęconym ichtiologii Australii opublikowanym w czasopiśmie Proceedings of the Zoological and Acclimatisation Society of Victoria, and report of the annual meeting of the society. Gatunkiem typowym jest (oznaczenie monotypowe) N. trigonoides.

### Etymologia
Neotrygon: gr. νεος neos ‘nowy’; rodzaj Trygon Cuvier, 1816.

### Podział systematyczny
Do rodzaju należą następujące gatunki:
- Neotrygon annotata (Last, 1987)
- Neotrygon australiae Last, White & Séret, 2016
- Neotrygon bobwardi Borsa, Arlyza, Hoareau & Shen, 2017
- Neotrygon caeruleopunctata Last, White & Séret, 2016
- Neotrygon indica Pavan-Kumar, Kumar, Pitale, Shen & Borsa, 2018
- Neotrygon kuhlii (Müller & Henle, 1841) – ogończa niebieskoplama[5]
- Neotrygon leylandi (Last, 1987)
- Neotrygon malaccensis Borsa, Arlyza, Hoareau & Shen, 2017
- Neotrygon moluccensis Borsa, Arlyza, Hoareau & Shen, 2017
- Neotrygon ningalooensis Last, White & Puckridge, 2010
- Neotrygon orientale Last, White & Séret, 2016
- Neotrygon picta Last & White, 2008
- Neotrygon trigonoides (Castelnau, 1873)
- Neotrygon varidens (Garman, 1885)
- Neotrygon westpapuensis Borsa, Arlyza, Hoareau & Shen, 2017